# Estadio Luis Gálvez Chipoco
El Estadio Luis Gálvez Chipoco es una instalación deportiva dependiente de la Municipalidad distrital de Barranco, Provincia de Lima, Perú. Anteriormente, se le conocía como «Parque Confraternidad», debido al parque se ubicaba anteriormente y que sirvió de base para realizar el estadio.
Cuenta con canchas para la práctica de voleibol, tenis y «fulbito», aunque es más conocido por su pista atlética que la circunda. Precisamente, esta pista atlética será atendida por el Instituto Peruano del Deporte, tras una firma con el municipio de este distrito, en busca de convertir el lugar como posible sede de Atletismo para la candidatura de Lima como sede de los Juegos Panamericanos del 2015 ante la imposibilidad de usar la pista del Estadio Nacional por un error de diseño.

### Homónimo
El estadio lleva el nombre del expresidente de la CONSUDATLE Dr. Luis Gálvez Chipoco, (Arica; 6 de septiembre de 1877 - Barranco; 27 de marzo de 1960). El Dr. Gálvez, descendiente de filántropos peruanos durante la guerra del Pacífico, también era tío de la célebre artista Cristina Gálvez y pariente de Catalina Recavarren. Él, a su vez, era descendiente de la familia de Pedro Menéndez de Avilés. Su casa aún se encuentra en Barranco en la Plaza Espinoza, la casa ahora se le conoce como Rancho Galvéz y Martínez-Carrasco, construida por su padre don Pedro Alcántara Galvéz y Martínez-Carrasco. La casa de su hermano aún se mantiene en pie y hoy se conoce como Casona Gálvez Chipoco.
Es importante señalar que el exalcalde Carlos Gálvez Martínez a menudo afirma ser pariente de la familia Gálvez de Barranco, pero no lo es.